# Ivanhoe (Band)
Ivanhoe ist eine baden-württembergische Progressive-Metal-Band aus Bietigheim-Bissingen.

## Geschichte
Ivanhoe wurde 1986 von Markus Britsch (Keyboard), Giovanni Soulas (Bass), Matthias Lorenz (Gitarre) und Lars Hörnig (Schlagzeug) gegründet. Mit wechselnden Besetzungen entstanden die Demos Behind the Wall (1988), Written in Stone (1989) und Play Express (1992). Das Debütalbum Visions and Reality entstand dann mit der Besetzung Andy B. Franck (Gesang), Chuck Schuler (Gitarre), Giovanni Soulas (Bass), Lars Hönig (Schlagzeug) und Markus Britsch (Keyboard). Es folgte 1994 das Album Symbols of Time. Auf der Europa-Tournee zusammen mit Nevermore und Iced Earth stieg überraschend Gitarrist Schuler aus persönlichen Gründen aus. Welsch, der auf dem Demo Behind the Wall Gitarre gespielt und gesungen hatte, sowie als Livemischer für die Band tätig war, sprang kurzerhand ein.
Polarized, das dritte Album der Gruppe, entwickelte sich zum Scheitelpunkt der Bandgeschichte. Nachdem Sänger Andy B. Franck eher in Richtung Thrash Metal tendieren wollte, löste man die Gruppe wieder auf. Giovanni Soulas und Achim Welsch gründeten das Projekt Charisma, das aber nach Veröffentlichung des Debütalbums Karma wieder aufgelöst wurde. Andy B. Franck schloss sich Brainstorm an und gründete 1998 zusammen mit Lars Hönig Symphorce.
2001 versuchten Soulas und Welsch Ivanhoe zu reanimieren. Als Sänger konnten sie Mischa Mang gewinnen, der im Musical Jesus Christ Superstar den Judas bei den Gandersheimer Domfestspielen 2001 gesungen hatte, für die Welsch als Sound Designer arbeitete. Die Arbeiten am vierten Album dauerten fast vier Jahre. 2005 wurde Walk in Mindfields (Massacre Records) veröffentlicht. Neben Mang, Soulas und Welsch wurde das Line-up durch Richard Seibel (Keyboard) und Sebastian Brauchle (Schlagzeug) komplettiert. Ex-Schlagzeuger Lars Hönig ist bei zwei Liedern zu hören. Im gleichen Line-up entstand der Nachfolger Lifeline (2008).
Ende 2010 entschied sich Sebastian Brauchle (Schlagzeug) aufgrund anderer musikalischer Verpflichtungen die Band zu verlassen. Wenig später wurde Matthias Biehl neuer Schlagzeuger der Band. Nach einigen erfolgreichen Konzerten (Queensryche, Scorpions, Building a Force, Bang your Head), trennte sich Mitte 2011 auch Achim Welsch (Gitarre) von der Band. Am 24. Mai 2013 erschien das sechste Studioalbum Systematrix. Mit der Veröffentlichung stiegen schließlich auch Sänger Mischa Mang und Schlagzeuger Matthias Biehl aus. Für folgende Konzerte (u. a. mit Queensrÿche) wurden Alex Koch (Gesang) und Rob Kudlek (Schlagzeug) in die Band geholt.
2020 wurde das 8. Studioalbum BLOOD and GOLD veröffentlicht. Die Kritiken waren gemischt. Metal.de fragte „Haben Ivanhoe mit ‚Blood And Gold‘ ausgedient?“ und ziehen das Fazit „Nicht mal mehr durchschnittlich“ mit 4 von 10 Punkten. Der Seite powermetal.de gefiel das Album besser und schrieb als Überschrift „Ungewöhnliche Berg- und Talfahrt“ und als Abschluss für 7 von 10 Punkten:

„Als Fazit lässt sich demnach festhalten, dass es Ivanhoe weder an Ideen, und erst recht nicht am Mut zu deren Umsetzung mangelt und die Formation auch nichts von ihrer Virtuosität eingebüßt hat. Dennoch wird ‚Blood And Gold‘ für den langjährigen Fan zu einer bis zum Ende hin anhaltenden ‚Berg- und Talfahrt‘ werden“

## Stil
Ivanhoe ist im Progressive Metal anzusiedeln. Die Musik lebt von dem „Wechsel von gefühlvoll-melodischen und heavy Passagen“ beziehungsweise „einen Mix aus eingängigen Riffs und verschachtelten Prog-Parts“. Die Band wurde insbesondere in den 1990er Jahren mit Dream Theater verglichen und galt lange Zeit als „die deutsche Antwort“ auf diese Band. Das Album Polarized war ein Kompromiss aus dem alten, progressiven Stil und den Versuchen von Sänger Franck, dessen hohe Stimmlage auf früheren Veröffentlichungen oft bemängelt wurde, in eine etwas härtere Richtung zu gehen.
Nach der Wiedervereinigung setzte die Gruppe allerdings mehr auf Eigenständigkeit, die neuen Lieder sind überwiegend im Midtempo-Bereich angesiedelt und setzen verstärkt auf Atmosphäre, statt auf technisches Können.

## Diskografie

### Demos
- 1988: Behind the Wall
- 1989: Written in Stone
- 1992: Play Express

### Alben
- 1993: Visions and Reality
- 1994: Symbols of Time
- 1997: Polarized
- 2005: Walk in Mindfields
- 2008: Lifeline
- 2013: Systematrix
- 2015: 7 Days
- 2020: Blood and Gold